# Limburgse Bond van Tamboerkorpsen
De Limburgse Bond van Tamboerkorpsen (LBT) is de belangenbehartiger voor tamboerkorpsen naar plaatselijke, regionale, provinciale en landelijke overheden. Stichting Klankkleur Limburg organiseert i.s.m. de LBT muziekexamens, slagwerk- en blaasconcoursen, majorettewedstrijden, solistenwedstrijden, de Euregioparade, blaas- en slagwerk clinics, provinciale Opleiding Assistent Dirigent, een opleiding voor  Tambour-maître en bijbehorende terugkomdagen. Ten slotte bieden zij scholingsmogelijkheden voor amateurmusici, verenigingsondersteuning en stimuleringsregelingen aan.

## Geschiedenis
In 1961 kwamen 21 tamboerkorpsen samen in hotel Roberts te Heerlen. Dit werd gedaan op initiatief van de LBM, de Limburgse Bond van Muziekgezelschappen. Zij wilden de mogelijkheden bespreken voor een samenwerking. Tijdens deze bijeenkomst werd Hub Jongen, toenmalig wethouder van de gemeente Heerlen, gekozen tot eerste voorzitter van de Rooms Katholieke Federatie van Fluit en Tamboerkorpsen en Drumbands.
In 1962 werd in Reuver het eerste federatief concours gehouden.
In 1965	werd de Limburgse Federatie van Fluit en Tamboerkorpsen en Drumbands als zevende bond opgenomen in de Federatie van Katholieke Muziekbonden in Nederland.

### Historische namen
- Rooms Katholieke Federatie van Fluit en Tamboerkorpsen en Drumbands (1961-1963)
- De Limburgse Federatie van Fluit en Tamboerkorpsen en Drumbands (1963-1969)
- Limburgse Bond van Tamboerkorpsen (1969-heden)